# Liste der Schweizer Botschafter in Irland
Schweizer Botschafter in Irland.

## Missionschefs
- 1934–1939 Carl Josef Benziger (1877–1951), Generalkonsul
- 1939–1946 Carl Josef Benziger (1877–1951), Gesandter
- 1946–1951 Walter Adolf von Burg (1888–1977), Geschäftsträger
- 1951–1953 Walter Adolf von Burg (1888–1977), Gesandter
- 1954–1957 Eric Kessler (1897–1981)
- 1957–1958 Jean Decroux (1903–1977)
- 1959–1962 Julien Rossat (1901–1978)
- 1962–1966 Julien Rossat (1901–1978), Botschafter
- 1967–1973 Guy von Keller (1908–2005)
- 1973–1978 Richard Aman (1914–1988)
- 1978–1981 Etienne Serra (1916–1989)
- 1981–1983 Hans Miesch (1918–1993)
- 1983–1987 René Serex (1922–2011)
- 1987–1992 Charles Frédéric Hummel (* 1927)
- 1992–1995 Peter Dietschi (* 1930)
- 1995–2000 Willy Hold (* 1944)
- 2000–2008 Eric Pfister[3]
- 2008–2014	Beat Loeliger[4]
- 2014–2018 Marie-Claude Meylan[5][6]
- 2018–31.3.2022	Louis-José Touron[7]
- seit 2022 Benedict Johannes Gubler[8]